# Asco (fiume)
L'Asco (in corso Ascu) è un fiume della Corsica settentrionale.
Costituisce l'affluente principale del Golo di cui rappresenta il 40 % del suo flusso d'acqua.
Il suo corso dalla fonte al paese di Asco è chiamato Stranciacone (in corso Stranciacuni).

## Geografia
L'Asco nasce sul versante occidentale del Monte Cinto. Percorre 34 km con una orientazione irregolare, prima sud-ovest e poi nord-est. Attraversa la foresta di Carrozzica e poi dopo Asco forma le famose gole (Gorges de l'Asco) confluisce nel Golo sulla riva sinistra in frazione Ponte Leccia del comune di Canavaggia.
Sia il corso che il bacino dell'Asco fanno interamente parte del parco naturale regionale della Corsica.

## Affluenti
- La Tartagina, affluente di sinistra
- La Pinara, affluente di destra, confluisce nell'Asco presso il Ponte Genovese

## Comuni attraversati
L'Asco attraversa i comuni di Asco, Moltifao, Canavaggia e Morosaglia, tutti situati nel dipartimento della Corsica settentrionale.